# جوهری هروی
ابراهیم بن محمد باقر جوهری هروی یا جوهری هراتی (درگذشته ۱۲۵۳قمری) ملقب به افصح‌الشعراء نویسنده کتاب طوفان البکاء فی مقاتل الشهداء از جملهٔ معروفترین مقاتل مورد استفادهٔ عامه در سدهٔ ۱۳ و اوایل سده ۱۴ بود.
از او هم‌چنین یک دیوان، یک بحر طویل، و کتابی به نام امامت به‌جا مانده‌است.
جوهری در هرات زاده شد. مقدمات علوم را در آنجا فراگرفت و پس از مدت‌ها گشت‌وگذار سال‌ها در قزوین سکونت گزید، و مورد نوازش رکن‌الدوله فرزند فتحعلی‌شاه و حاکم صایین‌قلعه واقع شد و به دربار شاهنشاهی راه یافت. شش سال در خدمت رکن‌الدوله بود و ضمن مدح او، به قصیده‌گویی و غزل‌سرایی پرداخت و از او لقب افصح‌الشعرا گرفت. وی به تشویق ملامحمد صالح و آقاصالح خانبان، از فضلا و اعیان قزوین، طوفان‌البکاء را دربارهٔ مصائب اهل بیت، در مدت دو سال نوشت. در پایان طوفان‌البکاء، تاریخ خاتمه آن را ۱۲۵۰ ذکر کرده‌است.
در اواخر عمر بود که به اصفهان رفت و به خدمت حجت‌الاسلام سید محمد باقر شفتی درآمد و به ذکر سختی کشیدن‌های اهل بیت مشغول گردید، وی به سال ۱۲۵۳ قمری در اصفهان درگذشته و در گورستان آب‌بخشان از توابع بیدآباد به خاک سپرده شد، در موقع تسطیح گورستان جزو زمین دبستان تبریزی قرار گرفت و حاج أبوالقاسم تاجر تبریزی بانی ساختمان مدرسه، قبر او را خراب نکرد و برای او بقعه‌ای بنا کرد و درب آن را در کوچه مجاور قرار داد هم‌اکنون این کوچه به نام کوچهٔ جوهری ثبت شده‌است.

## طوفان البکاء
طوفان البکاء فی مقاتل الشهداء از معروف‌ترین مقتل‌های فارسی و به نثر و نظمی روان و استوار است. طوفان البکاء فی مقاتل الشهداء از جملهٔ معروفترین مقاتل مورد استفادهٔ عامه در سدهٔ ۱۳ و اوایل سده ۱۴ بوده که به نام جوهری نیز مشهور بوده‌است. این کتاب مشتمل بر یک مقدمه و ۱۴ آتشکده و هر آتشکده در چند شعله و یک خاتمه در احوال مؤلف می‌باشد، مؤلف آن را به نام آقا صالح خانبان تألیف نموده‌است و در انتهای کتاب آورده‌است که روز سه شنبه ۲۱ ذی القعده ۱۲۵۰ قمری از تألیف آن فارغ شده‌است.

## بحر طویل
بحر طویل جوهری شامل ۸ بند، بند اول و دوم در حمد پروردگار، بند سوم در نعت پیامبر، بند چهارم، در مدح علی، بند ششم و هفتم و هشتم در وصف خود.